# Aloconota carmanah
Aloconota carmanah är en skalbaggsart som beskrevs av Klimaszewski in Klimaszewski och Winchester 2002. Aloconota carmanah ingår i släktet Aloconota och familjen kortvingar. Inga underarter finns listade i Catalogue of Life.